# Московская улица (Саранск)
Моско́вская у́лица — улица, расположенная в центральной части города Саранска.

## Расположение
Проходит от Советской улицы на севере до Малой Академической улицы на юге. Пересекает улицы Республиканскую, Александра Невского, Горького, Мокшанскую и речку Саранку. К Московской улице относится и Фонтанный спуск, на котором расположен памятник Александру Сергеевичу Пушкину — одна из «визитных карточек» города.

## История
Трёхсвятская улица получила своё название по названию каменного храма, построенного вдоль дороги на Пензу в 1760-е годы. До Октябрьской революции улицу населяли преимущественно мещане. В 1918 году была переименована в Московскую. В 1919 году решением Саранского уездного исполкома было национализировано более тридцати домов, расположенных на Московской улице. С 1936 года до 2017 года в здании закрытой Трёхсвятской церкви размещался Мордовский республиканский краеведческий музей.
Во второй половине XX в. улица подверглась существенным изменениям. На месте старых домов были построены новые здания: кооперативный техникум, жилой дом Мордовпотребсоюза с магазином на первом этаже. В 1962 году был сдан в эксплуатацию стадион «Труд» (впоследствии — «Электровыпрямитель»). В 1970-е годы был возведён ряд высотных зданий: в 1974 году — Партийного архива Мордовского обкома КПСС, в 1978 году — Центрального государственного архива МАССР и общежития студентов МГУ. В настоящее время улица продолжает застраиваться новыми домами. После переезда краеведческого музея в новое здание возможна передача здания бывшего Трёхсвятского храма Русской Православной Церкви и восстановление в нём прихода.

## Предприятия и организации
- ГУП РМ «Развитие села» (Московская, 1)
- Саранское епархиальное управление (Московская, 2)
- Управление Федеральной налоговой службы по Республике Мордовия (Московская, 3)
- Торгово-промышленная палата Республики Мордовия (Московская, 14)
- Универсам «Магнит» (Московская, 42)
- Республиканский лицей для одарённых детей (Московская, 46)
- Мордовский республиканский краеведческий музей им. И. Д. Воронина (Московская, 48, в здании бывшей Трёхсвятской церкви)[2][3]

## Достопримечательности
- Парк культуры и отдыха им. А. С. Пушкина
- Трёхсвятская церковь (краеведческий музей в настоящее время переезжает в новый Музейно-архивный комплекс, расположенный на углу Саранской и Красноармейской улиц)[2][3]
- «Пугачёвская палатка» (рядом со зданием церкви)
- Монумент «Навеки с Россией» (открыт в 1986 году)
- Памятник борцам за советскую власть
- Памятный знак основателям Саранска (на Фонтанном спуске, установлен в 1982 году)
- Памятник А. С. Пушкину (там же, установлен в 1999 году)

## Разное
- До 1918 года Московской называлась часть современной улицы Льва Толстого, располагавшейся на пути, ведущем из Москвы в южные губернии империи[4][неавторитетный источник].